# Redondesco
Redondesco és un municipi situat al territori de la província de Màntua, a la regió de la Llombardia (Itàlia).
Redondesco limita amb els municipis d'Acquanegra sul Chiese, Gazoldo degli Ippoliti, Marcaria, Mariana Mantovana i Piubega.
Pertanyen al municipi les frazioni de Bologne, San Fermo i Campi Bonelli

## Galeria

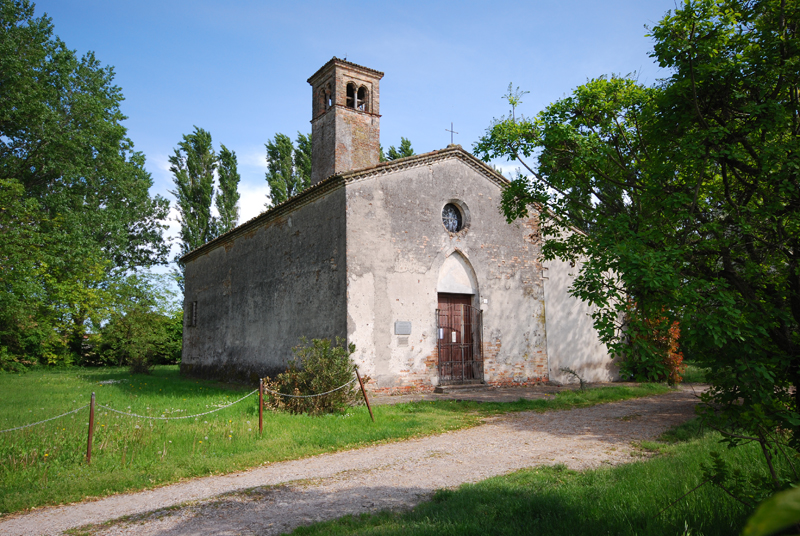
Església de S.Pere